# Katamenes sesqicinctus
Katamenes sesqicinctus är en stekelart. Katamenes sesqicinctus ingår i släktet Katamenes och familjen Eumenidae. Utöver nominatformen finns också underarten K. s. taurica.